# Pierre-Rémy Houssin
Pour les articles homonymes, voir Houssin.
Pierre-Rémy Houssin, né le 4 octobre 1931 à Royan dans la Charente-Inférieure, est un homme politique, ancien président du conseil général et ancien député de la Charente.
Il était secrétaire administratif.

## Mandats électifs
- 1974-1986 : conseiller régional de Poitou-Charentes
- 1971-1995 : maire de Baignes-Sainte-Radegonde
- 1986-1997 : député de la Charente
- 1982-1998 : président du conseil général de la Charente
- 1970-2001 : conseiller général du canton de Baignes-Sainte-Radegonde.

## Décoration
- Chevalier de la Légion d'honneur (décret du 11 juillet 1997).